# Volleyball Hall of Fame
Le Volleyball Hall of Fame fut créé en 1971 à Holyoke (Massachusetts) dans le but d'honorer les joueurs, entraineurs et dirigeants majeurs de ce sport, il s'agit d'une forme de panthéon du Volley-ball, dans la tradition nord-américaine et sur le modèle du Basketball Hall of Fame fondé douze ans auparavant. 
En 1971 la chambre de commerce d'Holyoke crée un comité chargé de promouvoir la ville en tant que berceau du Volley-ball.
La fédération américaine de volley-ball décide de nommer la bibliothèque publique de Holyoke comme dépositaire officiel des archives du volley-ball.
Les plans d'un site destiné à recevoir le musée ne sont dévoilés qu'à partir de 1985, lorsque l'inventeur de volley-ball, William G. Morgan a été intronisé au Temple de la renommée en tant que premier membre. L'année suivante, 1 600 mètres d'espace d'exposition sont installés dans un bâtiment local. La salle a été officiellement ouverte au public le 6 juin 1987.
En 1995, eurent lieu les célébrations du centenaire du volley-ball et une forte accélération dans l'intérêt de la conception d'un nouveau bâtiment. 
Un complexe indépendant ouvre à l'automne 1997.

## Liste des membres
Les tableaux suivants recensent les membres intronisés jusqu'en 2012.
| Nom des joueurs        | Année |
| ---------------------- | ----- |
| Michael O'Hara         | 1989  |
| Rolf Engen             | 1991  |
| Thomas Haine           | 1991  |
| Jon Stanley            | 1992  |
| Ron Von Hagen          | 1992  |
| Mike Bright            | 1993  |
| Larry Rundle           | 1994  |
| Pedro "Pete" Velasco   | 1997  |
| Craig Buck             | 1998  |
| Dusty Dvorak           | 1998  |
| Steve Timmons          | 1998  |
| James G. Wortham       | 1999  |
| Yuri Tchesnokov        | 2000  |
| Harold Wendt           | 2000  |
| Charles "Karch" Kiraly | 2001  |
| Tomasz Wojtowicz       | 2002  |
| Jungo Morita           | 2003  |
| Sinjin Smith           | 2003  |
| Josef Musil            | 2004  |
| Seiji Oko              | 2004  |
| Bernard Rajzman        | 2005  |
| Konstantin Reva        | 2005  |
| Ron Lang               | 2005  |
| Stanislaw Gosciniak    | 2005  |
| Bernie Holtzman        | 2006  |
| Edward Skorek          | 2006  |
| Bob Ctvrtlik           | 2007  |
| Andrea Gardini         | 2007  |
| Dimitar Zlatanov       | 2007  |
| Andrea Giani           | 2008  |
| Randy Stoklos          | 2008  |
| Yuri Poyarkov          | 2008  |
| Ivan Bugajenkov        | 2009  |
| Siegfried Schneider    | 2009  |
| Aleksandr Savin        | 2010  |
| Lorenzo Bernardi       | 2011  |
| Vladimir Grbić         | 2011  |

| Nom des entraineurs | Année |
| ------------------- | ----- |
| Harry Wilson        | 1988  |
| Douglas Beal        | 1989  |
| Col. Edward DeGroot | 1990  |
| James Coleman       | 1992  |
| Al Scates           | 1993  |
| Marv Dunphy         | 1994  |
| Arie Selinger       | 1995  |
| Donald Shondell     | 1996  |
| Andy Banachowski    | 1997  |
| Yasutaka Matsudaira | 1998  |
| Hirofumi Daimatsu   | 2000  |
| Vyacheslav Platonov | 2002  |
| Givi Akhvlediani    | 2003  |
| Julio Velasco       | 2003  |
| Eugenio George      | 2005  |
| Shigeo Yamada       | 2006  |
| Yuan Weimin         | 2007  |
| Nikolay Karpol      | 2009  |
| Gabriella Kotsis    | 2010  |
| Hubert Wagner       | 2010  |
| Hugo Conte          | 2011  |

| Nom des joueuses          | Année |
| ------------------------- | ----- |
| Flo Hyman                 | 1988  |
| Jane Ward                 | 1988  |
| Kathy Gregory             | 1989  |
| Mary Jo Peppler           | 1990  |
| Patty Dowdell             | 1994  |
| Debbie Green              | 1995  |
| Patti Bright              | 1996  |
| Paula Weishoff            | 1998  |
| Inna Ryskal               | 2000  |
| Takako Shirai             | 2000  |
| Jean Gaertner             | 2001  |
| Regla Torres              | 2001  |
| Lang Ping                 | 2002  |
| Karolyn Kirby             | 2004  |
| Mireya Luis               | 2004  |
| Cecilia Tait              | 2005  |
| Jacqueline "Jackie" Silva | 2006  |
| Nina Smoleïeva            | 2006  |
| Kerri Pottharst           | 2007  |
| Masae Kasai               | 2008  |
| Ana Moser                 | 2009  |
| Holly McPeak              | 2009  |
| Gabriela Pérez del Solar  | 2010  |
| Shelda Bede               | 2010  |
| Adriana Behar             | 2010  |
| Magaly Carvajal           | 2011  |
| Rita Crockett             | 2011  |
| Lioudmila Bouldakova      | 2012  |
| Caren Kemner              | 2013  |
| Natalie Cook              | 2013  |
| Sandra Pires              | 2014  |
| Tara Cross-Battle         | 2014  |
| Roza Salikhova            | 2014  |
| Hélia Souza               | 2015  |
| Danielle Scott-Arruda     | 2016  |
| Misty May-Treanor         | 2016  |
| Irina Kirillova           | 2017  |
| Ievguenia Artamonova      | 2018  |
| Valentina Ogiyenko        | 2019  |
| Mirka Francia             | 2019  |
| Taismary Agüero           | 2021  |
| Kerri Walsh Jennings      | 2022  |
| Fernanda Venturini        | 2022  |
| Yumilka Ruiz              | 2023  |
| Larissa França            | 2023  |

| Nom des dirigeants   | Année |
| -------------------- | ----- |
| Glen Davies          | 1989  |
| Alton Fish           | 1990  |
| Dr. George J. Fisher | 1991  |
| Catalino Ignacio     | 1991  |
| Merton H. Kennedy    | 1992  |
| C.L. (Bobb) Miller   | 1995  |
| Dr. Endre Holvay     | 2006  |
| Paul Libaud          | 2009  |

| Nom des contributeurs | Année |
| --------------------- | ----- |
| William G. Morgan     | 1985  |
| Harold T. Friermood   | 1986  |
| Leonard Gibson        | 1988  |
| George J. Fisher      | 1991  |
| John Koch             | 1994  |
| Robert L. Lindsey     | 1995  |
| Albert Monaco Jr.     | 1997  |
| Bill Baird            | 1998  |
| Wilber H. Peck        | 1999  |
| Dr. Endre Holvay      | 2006  |
| Carlos Arthur Nuzman  | 2007  |
| Sinan Erdem           | 2008  |
| Vladimir Savvine      | 2008  |
| Frantisek Stibitz     | 2011  |